# Калинин (Кутейниковское сельское поселение)
Калинин — хутор в Зимовниковском районе Ростовской области.
Входит в состав Кутейниковского сельского поселения.

## География

### Улицы
- ул. Зеленая,
- ул. Набережная,
- ул. Насосная.

## Население
| 2002 |
| ---- |
| 51   |

| 2010 |
| ---- |
| 51   |